# محمدباقر ذاکری
محمدباقر ذاکری (زادهٔ ۱۳۳۱ در قوچان) نمایندهٔ حوزهٔ انتخابیهٔ قوچان در دورهٔ ششم مجلس شورای اسلامی بوده‌است. وی پیش‌تر در دورهٔ پنجم و دورهٔ سوم نیز عضو این مجلس بود.